# Aasivissuit
Aasivissuit est une montagne du Groenland située dans la municipalité de Qeqqata, dans la partie sud-ouest du Groenland, à 300 km au nord de la capitale Nuuk. Elle constitue le promontoire méridional de l'Ammalortup Nunaa. Le sommet de l'Aasivissuit s'élève à environ 285 mètres d'altitude.
La région autour d'Aasivissuit est principalement vallonnée et composée de prairies, mais le nord-est est plat. La zone autour d'Aasivissuit est presque inhabitée, avec moins de deux habitants par kilomètre carré.
Le site « Aasivissuit-Nipisat. Terres de chasse inuites entre mer et glace » est inscrit au patrimoine mondial de l'UNESCO en 2018.